# كارلوس ألبرتو بيريرا
كارلوس ألبرتو غوميز بيريرا (بالبرتغالية: Carlos Alberto Gomes Parreira) (من مواليد 27 فبراير 1943) هو مدرب كرة قدم برازيلي سابق، يحمل الرقم القياسي لأكثر عدد من المشاركات في نهائيات كأس العالم كمدرب، حيث شارك في ست بطولات. كما درّب خمس منتخبات وطنية مختلفة في خمس نسخ من كأس العالم. قاد منتخب البرازيل لتحقيق لقب كأس العالم 1994، وكوبا أمريكا 2004، وكأس القارات 2005. ويُعد المدرب الوحيد الذي قاد منتخبين آسيويين مختلفين للفوز بكأس آسيا.
آخر فريق تولى تدريبه كان منتخب جنوب إفريقيا.
ويُعتبر بيريرا من أنجح المدربين رغم أنه لم يسبق له أن لعب كرة القدم كلاعب محترف.

## المسيرة التدريبية
بيريرا من مشجعي نادي فلومينينسي البرازيلي، وقد فاز مع النادي بلقبين في الدوري، الدوري البرازيلي الدرجة الأولى عام 1984 وبطولة الدرجة الثالثة عام 1999. وعن هذا الأخير، صرّح بيريرا أن هذا اللقب كان الأهم في مسيرته على الصعيد الشخصي، حتى أكثر من فوزه بكأس العالم مع البرازيل، وذلك لأن النادي الذي يعشقه كان في طريقه للإفلاس وكان مهددًا بالزوال في ذلك الوقت.[بحاجة لمصدر]
يُعد بيريرا أحد مدربين اثنين فقط قادا خمسة منتخبات وطنية مختلفة في كأس العالم، وهي: الكويت في 1982، والإمارات في 1990، والبرازيل في 1994 و2006، والسعودية في 1998، وجنوب إفريقيا في 2010. والمدرب الآخر هو بورا ميلوتينوفيتش، الذي حقق نفس الرقم بقيادة منتخب خامس في كأس العالم 2002. كما كان بيريرا جزءاً من الفريق الفني للبرازيل في بطولة 1970، وهو ما شكّل له مصدر إلهام ليصبح مدربًا للمنتخب لاحقًا.
في عام 1997، درّب بيريرا فريق ميترو ستارز في الدوري الأمريكي لكرة القدم، كما درب فريق فنربخشة التركي وحقق معه بطولة الدوري التركي. وفي عام 2002، تولى تدريب نادي كورينثيانز، وحقق معه اثنين من أهم الألقاب المحلية في العام نفسه: كأس البرازيل وبطولة ريو ساو باولو، بالإضافة إلى تحقيق الوصافة في الدوري البرازيلي الدرجة الأولى.
خلال تدريبه السعودية في كأس العالم 1998 في فرنسا، أُقيل بعد مباراتين فقط، ليكون أحد ثلاثة مدربين أُقيلوا خلال البطولة.
رفض بيريرا عدة مرات تولي تدريب البرازيل مجددًا بين عامي 1998 و2002. وفي نهاية عام 2000، بعد إقالة فاندرلي لوكسمبورغو، رفض بيريرا المنصب قائلاً إنه لا يرغب في تكرار الضغط النفسي الهائل المرتبط بمحاولة الفوز بكأس العالم مرة أخرى. وفي يوليو 2001، تصاعدت الدعوات لتعيينه بدلاً من لويس فيليبي سكولاري بعد خسارة البرازيل أمام المكسيك وهندوراس في بطولة كوبا أمريكا 2001 في كولومبيا، خاصة بعد خسارة البرازيل أمام هندوراس (المدعوة في اللحظة الأخيرة لتحل محل الأرجنتين التي انسحبت قبل يوم واحد من انطلاق البطولة) 0-2 وخروجها من دور الـ8. رغم ذلك، صرح بيريرا فقط بأنه سيدعم سكولاري بشكل غير مباشر في حملة 2002. بعد كأس العالم 2002، شارك بيريرا في إعداد تقرير فني عن البطولة. وفي يناير 2003، تم تعيينه مجددًا مدربًا للمنتخب البرازيلي، إلى جانب ماريو زاغالو كمساعد فني، بهدف الدفاع عن اللقب في مونديال 2006 بألمانيا. إلا أن البرازيل خرجت من البطولة بعد خسارتها أمام فرنسا 0–1 في ربع النهائي يوم 1 يوليو 2006.
بعد الإقصاء، تعرض بيريرا لانتقادات واسعة من الجمهور ووسائل الإعلام البرازيلية، حيث اعتُبر أسلوبه قديمًا ولم يستغل اللاعبين بشكل جيد، ما دفعه لتقديم استقالته في 19 يوليو 2006. كان بيريرا مدربًا لمنتخب البرازيل عند تتويجه بكأس العالم 1994، كما تولى تدريب منتخب جنوب إفريقيا  حتى استقالته في أبريل 2008. وفي 22 أكتوبر 2009، أُعلن عن عودته لتدريب جنوب إفريقيا، وتم تأكيد الاتفاق الشفهي مع الاتحاد الجنوب إفريقي في اليوم التالي، 23 أكتوبر 2009.
عاد بيريرا لتدريب جنوب إفريقيا في عام 2009 استعدادًا لكأس العالم 2010. وخلال البطولة، تعادل مع المكسيك بنتيجة 1-1 في المباراة الافتتاحية، ثم خسر أمام الأوروغواي 3-0، قبل أن يحقق فوزًا على فرنسا 2-1، ليحتل المركز الثالث في المجموعة الأولى ويودّع البطولة من الدور الأول. وبعد مباراة فرنسا، حاول بيريرا مصافحة المدرب الفرنسي ريمون دومينيك، إلا أن الأخير رفض المصافحة.
في 25 يونيو 2010، أعلن بيريرا اعتزاله مهنة التدريب بشكل نهائي.

## أسلوب الإدارة
على النقيض من المدربين السابقين للمنتخب البرازيلي الذين كانوا يميلون إلى الأسلوب الهجومي، والذين استلهموا نهجهم من تقاليد البرازيل في "اللعبة الجميلة" (jogo bonito) و"فن كرة القدم" (futebol arte)، ولكن لم يحققوا لقب كأس العالم منذ عام 1970، كان كارلوس ألبرتو بيريرا معروفًا بنهجه الأكثر واقعية وبدنيّة كمدرب، مع تركيز خاص على الاستقرار الدفاعي. خلال حملة الفوز بكأس العالم عام 1994، استخدم بيريرا خطة 4–4–2، مع خط دفاع قوي، ولاعبي وسط دفاعيين – ماورو سيلفا ودونغا – كانا يستعيدان الكرة ويوزعانها على باقي اللاعبين، مما ساعد الفريق على التحكم في الاستحواذ. كما أشرك مازينيو – الذي كان يلعب عادة كظهير – في مركز الجناح. ورغم أن بيريرا نال إشادة من المحللين لنجاحه مع المنتخب البرازيلي، وذكائه التكتيكي، ونهجه العمليّ المجتهد كمدرب، إلا أن أسلوب اللعب البرازيلي، الذي كان أقل إمتاعًا على غير العادة خلال فترة قيادته، تعرّض للانتقاد في وسائل الإعلام. ونظرًا للدور المحوري الذي لعبه دونغا كقائد وكلاعب ارتكاز أساسي في الفريق، أصبحت تلك المرحلة تُعرف ساخرًا في الإعلام باسم "حقبة دونغا".

## الإحصائيات التدريبية
آخر تحديث 26 سبتمبر 2023.
| الفريق             | الجنسية                  | من             | إلى            | السجل | السجل | السجل | السجل | السجل | السجل | السجل | السجل        | السجل |
| الفريق             | الجنسية                  | من             | إلى            | م     | ف     | ت     | خ     | له    | عليه  | ف.أ   | نسبة الفوز % | مرجع  |
| ------------------ | ------------------------ | -------------- | -------------- | ----- | ----- | ----- | ----- | ----- | ----- | ----- | ------------ | ----- |
| غانا               | غانا                     | 1967           | 1968           | 19    | 10    | 7     | 2     | 42    | 29    | +13   | 052٫63       |       |
| فلومينينسي         | البرازيل                 | 1974           | 1975           | 109   | 51    | 27    | 31    | 160   | 93    | +67   | 046٫79       |       |
| الكويت             | الكويت                   | 1978           | 1982           | 62    | 34    | 9     | 19    | 108   | 68    | +40   | 054٫84       |       |
| البرازيل           | البرازيل                 | 1983           | 1983           | 14    | 5     | 7     | 2     | 21    | 12    | +9    | 035٫71       |       |
| فلومينينسي         | البرازيل                 | 1984           | 1984           | 72    | 45    | 19    | 8     | 114   | 45    | +69   | 062٫50       |       |
| الإمارات           | الإمارات العربية المتحدة | 1985           | 1988           | 17    | 8     | 4     | 5     | 21    | 16    | +5    | 047٫06       |       |
| السعودية           | السعودية                 | 1988           | 1990           | 26    | 10    | 9     | 7     | 18    | 22    | −4    | 038٫46       |       |
| الإمارات           | الإمارات العربية المتحدة | 1990           | 1991           | 15    | 1     | 5     | 9     | 10    | 33    | −23   | 006٫67       |       |
| ريد بول براغانتينو | البرازيل                 | 1991           | 1991           | 49    | 20    | 19    | 10    | 58    | 38    | +20   | 040٫82       |       |
| البرازيل           | البرازيل                 | 1991           | 1994           | 46    | 27    | 14    | 5     | 95    | 33    | +62   | 058٫70       |       |
| فالنسيا            | إسبانيا                  | 1994           | 1995           | 43    | 17    | 12    | 14    | 66    | 47    | +19   | 039٫53       |       |
| فنربخشة            | تركيا                    | 1995           | 1996           | 45    | 30    | 10    | 5     | 84    | 31    | +53   | 066٫67       |       |
| ساو باولو          | البرازيل                 | 18 أغسطس 1996  | 26 أكتوبر 1996 | 17    | 4     | 6     | 7     | 20    | 22    | −2    | 023٫53       |       |
| ميترو ستارز        | الولايات المتحدة         | 1 يناير 1997   | 31 ديسمبر 1997 | 35    | 15    | 0     | 20    | 56    | 64    | −8    | 042٫86       |       |
| السعودية           | السعودية                 | 22 فبراير 1998 | 18 يونيو 1998  | 10    | 2     | 4     | 4     | 5     | 17    | −12   | 020٫00       |       |
| فلومينينسي         | البرازيل                 | 20 ديسمبر 1998 | 14 فبراير 2000 | 57    | 30    | 9     | 18    | 92    | 75    | +17   | 052٫63       |       |
| كورينثيانز         | البرازيل                 | 20 ديسمبر 2001 | 28 ديسمبر 2002 | 66    | 34    | 17    | 15    | 117   | 85    | +32   | 051٫52       |       |
| البرازيل           | البرازيل                 | 8 يناير 2003   | 20 يوليو 2006  | 53    | 31    | 15    | 7     | 122   | 45    | +77   | 058٫49       |       |
| جنوب إفريقيا       | جنوب إفريقيا             | 26 يناير 2007  | 21 أبريل 2008  | 17    | 7     | 4     | 6     | 23    | 16    | +7    | 041٫18       |       |
| فلومينينسي         | البرازيل                 | 7 مارس 2009    | 13 يوليو 2009  | 10    | 2     | 4     | 4     | 8     | 13    | −5    | 020٫00       |       |
| جنوب إفريقيا       | جنوب إفريقيا             | 23 أكتوبر 2009 | 23 يونيو 2010  | 15    | 7     | 7     | 1     | 23    | 9     | +14   | 046٫67       |       |
| المجموع            | المجموع                  | المجموع        | المجموع        | 797   | 390   | 208   | 199   | 1٬263 | 813   | +450  | 048٫93       | —     |

## الإحصائيات المهنية

### مدرب لياقة بدنية
- ساو كريستوفاو (1967)
- فاسكو دا غاما (1969)
- البرازيل (1970)
- فلومينينسي (1970–1974)

### مدرب مساعد
- البرازيل (المنتخب الأولمبي) (1972)
- الكويت (1976–1977)

### مباريات كأس العالم
أشرف بيريرا على تدريب المنتخبات الوطنية في 23 مباراة في نهائيات كأس العالم. سِجِلُّ بيريرا كمدرب هو: 10 انتصارات – 4 تعادلات – 9 هزائم.
سجلت فرقهُ 8 هدفًا، وتلقّت 32 هدفًا. وفيما يلي قائمة بجميع المباريات إلى جانب نتائجها:

#### كأس العالم 1982
| 17 يونيو 1982 دور المجموعات | تشيكوسلوفاكيا      | 1–1    | الكويت     | بلد الوليد                                                            |
| 17:15 CEST                  | بانينكا 21' (ركل.) | Report | الدخيل 57' | الملعب: ملعب خوسيه زوريلا الحضور: 25,000 الحكم: بنجامين دووموه (غانا) |

| 21 يونيو 1982 دور المجموعات | فرنسا                                                  | 4–1    | الكويت      | بلد الوليد                                                                         |
| 17:15 CEST                  | جينغيني 31' · بلاتيني 43' · ديديه سيكس 48' · بوسيس 89' | Report | البلوشي 75' | الملعب: ملعب خوسيه زوريلا الحضور: 30,043 الحكم: ميروسلاف ستوبار (الاتحاد السوفيتي) |

| 25 يونيو 1982 دور المجموعات | إنجلترا     | 1–0    | الكويت | بلباو                                                                  |
| 17:15 CEST                  | فرانسيس 27' | Report |        | الملعب: سان ماميس الحضور: 39,700 الحكم: غيلبيرتو أرستيزابال (كولومبيا) |

#### كأس العالم 1990
| 9 مايو 1990 دور المجموعات | الإمارات العربية المتحدة | 0–2    | كولومبيا                          | بولونيا                                                                |
| 19:00 CEST                |                          | Report | برناردو ريدين 50' · فالديراما 85' | الملعب: ملعب ريناتو دالارا الحضور: 30,791 الحكم: جورج كورتني (إنجلترا) |

| 15 مايو 1990 دور المجموعات | ألمانيا الغربية                                      | 5–1    | الإمارات العربية المتحدة | ميلانو                                                                 |
| 21:00 CEST                 | فولر 35'، 75' · كلينسمان 37' · ماتيوس 47' · باين 58' | Report | إسماعيل 46'              | الملعب: سان سيرو الحضور: 71,169 الحكم: أليكسي سبرين (الاتحاد السوفيتي) |

| 19 مايو 1990 دور المجموعات | يوغوسلافيا                                     | 4–1    | الإمارات العربية المتحدة | بولونيا                                                                |
| 17:00 CEST                 | سوشيتش 5' · بانتشيف 9'، 46' · بروسينتشكي 90+3' | Report | جمعة 22'                 | الملعب: ملعب ريناتو دالارا الحضور: 27,833 الحكم: شيزو تاكادا (اليابان) |

#### كأس العالم 1994
| 20 يونيو 1994 دور المجموعات | البرازيل                       | 2–0    | روسيا | ستانفورد                                                            |
| 13:00 PDT                   | - روماريو 26' - راي 52' (ركل.) | Report |       | الملعب: ملعب ستانفورد الحضور: 81,061 الحكم: ليم كي تشونغ (موريشيوس) |

| 24 يونيو 1994 دور المجموعات | البرازيل                                       | 3–0    | الكاميرون | ستانفورد                                                                 |
| 13:00 PDT                   | - روماريو 39' - مارسيو سانتوس 66' - بيبيتو 73' | Report |           | الملعب: ملعب ستانفورد الحضور: 83,401 الحكم: أرتور بريزيو كارتر (المكسيك) |

| 28 يونيو 1994 دور المجموعات | البرازيل    | 1–1    | السويد      | بونتياك                                                         |
| 16:00 EDT                   | روماريو 46' | Report | أندرسون 23' | الملعب: ملعب سيلفردوم الحضور: 77,217 الحكم: ساندور بوهل (المجر) |

| 4 يوليو 1994 دور الـ 16 | البرازيل   | 1–0    | الولايات المتحدة | ستانفورد                                                        |
| 12:30 PDT               | بيبيتو 72' | Report |                  | الملعب: ملعب ستانفورد الحضور: 81,147 الحكم: جويل كوينيو (فرنسا) |

| 9 يوليو 1994 ربع النهائي | هولندا                    | 2–3    | البرازيل                                | دالاس                                                               |
| 14:30 CDT                | - بيركامب 64' - وينتر 76' | Report | - روماريو 53' - بيبيتو 63' - برانكو 81' | الملعب: ملعب القطن الحضور: 63,500 الحكم: رودريغو باديلا (كوستاريكا) |

| 13 يوليو 1994 نصف النهائي | السويد | 0–1    | البرازيل    | باسادينا                                                            |
| 16:30 PDT                 |        | Report | روماريو 80' | الملعب: روز بول الحضور: 91,856 الحكم: خوسيه توريس كادينا (كولومبيا) |

| 17 يوليو 1994 النهائي                      | البرازيل     | 0–0 (ب.و.إ.) (3–2 ج)                           | إيطاليا | باسادينا                                                  |
| 12:30 PDT                                  |              | Report                                         |         | الملعب: روز بول الحضور: 94,194 الحكم: ساندور بوهل (المجر) |
|                                            | ركلات الجزاء |                                                |         |                                                           |
| - مارسيو سانتوس - روماريو - برانكو - دونغا |              | - باريزي - ألبرتيني - إيفاني - مسارو - ر. باجو |         |                                                           |

#### كأس العالم 1998
| 12 يونيو 1998 دور المجموعات | السعودية | 0–1    | الدنمارك | لانس                                                                        |
| 17:30                       |          | Report | ريبر 69' | الملعب: ملعب بولار دولولي الحضور: 38,100 الحكم: خافيير كاستريلي (الأرجنتين) |

| 18 يونيو 1998 دور المجموعات | فرنسا                                         | 4–0    | السعودية | سان دوني                                                              |
| 21:00                       | - هنري 37'، 78' - تريزيغيه 68' - ليزارازو 85' | Report |          | الملعب: ملعب فرنسا الحضور: 80,000 الحكم: أرتور بريزيو كارتر (المكسيك) |

#### كأس العالم 2006
| 13 يونيو 2006 دور المجموعات | البرازيل | 1–0    | كرواتيا | برلين                                                                    |
| 21:00                       | كاكا 44' | Report |         | الملعب: الملعب الأولمبي الحضور: 72,000 الحكم: بينيتو أرتشونديا (المكسيك) |

| 18 يونيو 2006 دور المجموعات | البرازيل                 | 2–0    | أستراليا | ميونخ                                                            |
| 18:00                       | - أدريانو 49' - فريد 90' | Report |          | الملعب: أليانز أرينا الحضور: 66,000 الحكم: ماركوس ميرك (ألمانيا) |

| 22 يونيو 2006 دور المجموعات | اليابان    | 1–4    | البرازيل                                         | دورتموند                                                          |
| 21:00                       | تامادا 34' | Report | - رونالدو 45+1'، 81' - جونينيو 53' - جيلبرتو 59' | الملعب: الملعب الفيستفالي الحضور: 65,000 الحكم: إريك بولا (فرنسا) |

| 27 يونيو 2006 دور الـ 16 | البرازيل                                     | 3–0    | غانا | دورتموند                                                               |
| 17:00                    | - رونالدو 5' - أدريانو 45+1' - زي روبرتو 84' | Report |      | الملعب: الملعب الفيستفالي الحضور: 65,000 الحكم: لوبوش ميخيل (سلوفاكيا) |

| 1 يوليو 2006 ربع النهائي | البرازيل | 0–1    | فرنسا    | فرانكفورت                                                                      |
| 21:00                    |          | Report | هنري 57' | الملعب: كومرتسبانك أرينا الحضور: 48,000 الحكم: لويس ميدينا كانتاليخو (إسبانيا) |

#### كأس العالم 2010
| 11 يونيو 2010 دور المجموعات | جنوب إفريقيا  | 1–1    | المكسيك    | جوهانسبرغ                                                                      |
| 16:00                       | تشابالالا 55' | Report | ماركيز 79' | الملعب: ملعب مدينة كرة القدم الحضور: 84,490 الحكم: رافشان إيرماتوف (أوزبكستان) |

| 16 يونيو 2010 دور المجموعات | جنوب إفريقيا | 0–3    | الأوروغواي                             | بريتوريا                                                                  |
| 20:30                       |              | Report | - فورلان 24' 80' (ركل.) - بيريرا 90+5' | الملعب: ملعب لوفتوس فيرسفيلد الحضور: 42,658 الحكم: ماسيمو بوساكا (سويسرا) |

| 22 يونيو 2010 دور المجموعات | فرنسا      | 1–2    | جنوب إفريقيا             | بلومفونتين                                                         |
| 16:00                       | مالودا 70' | Report | - كومالو 20' - مفيلا 37' | الملعب: ملعب فري ستيت الحضور: 39,415 الحكم: أوسكار رويز (كولومبيا) |

## الإنجازات

### مُدرّبا

#### الأندية
فلومينينسي
- الدوري البرازيلي الدرجة الأولى: 1984
- الدوري البرازيلي الدرجة الثالثة: 1999

 فنربخشة
- الدوري التركي الممتاز: 1995–96

 كورينثيانز
- بطولة ريو ساو باولو: 2002
- كأس البرازيل: 2002

#### المنتخبات
الكويت
- كأس الخليج العربي: 1982
- كأس آسيا: 1980

 البرازيل
- كأس الصداقة (Amistad Cup): 1992
- كأس العالم: 1994
- كوبا أمريكا: كوبا أمريكا 2004
- كأس القارات: 2005
- كأس رأس السنة (Lunar New Year Cup): 2005

 السعودية
- كأس آسيا: 1988

 جنوب إفريقيا
- كأس كوسافا: 2007

#### الجوائز الفردية
- أفضل مدرب في العالم – مجلة ورلد سوكر (مجلة): 1994
- أفضل مدرب للمنتخبات الوطنية في العالم (IFFHS): 2005[12]

## روابط خارجية
- كارلوس ألبرتو بيريرا على موقع IMDb (الإنجليزية)
- كارلوس ألبرتو بيريرا على موقع اتحاد تركيا (مدرب) (الإنجليزية)
- كارلوس ألبرتو بيريرا على موقع قاعدة بيانات كرة القدم.إي يو (الإنجليزية)
- كارلوس ألبرتو بيريرا على موقع ناشيونال فوتبول تيمز (الإنجليزية)
- كارلوس ألبرتو بيريرا على موقع أوليمبيديا (الإنجليزية)